# Jussy (Aisne)
Jussy – miejscowość i gmina we Francji, w regionie Hauts-de-France, w departamencie Aisne.
Według danych na styczeń 2014 roku gminę zamieszkiwało 1250 osób, a gęstość zaludnienia wynosiła 93,2 osób/km².